# Inner Beauty
『Inner Beauty』（インナービューティー）は、小泉今日子のオリジナルのミニアルバム。1999年5月21日発売。発売元は、ビクターエンタテインメント。

## 概要
全曲の作詞に小泉今日子が関わり、作曲はすべてキハラ龍太郎が担当。

## 収録曲
1. Inner flower
作詞：小泉今日子･キハラ龍太郎／作曲：キハラ龍太郎
2. drivin' nite; goin' on (Original Mix)
作詞：小泉今日子･小竹正人／作曲：キハラ龍太郎
3. 未来の僕から
作詞：小泉今日子／作曲：キハラ龍太郎
4. 感傷
作詞：小泉今日子･小竹正人／作曲：キハラ龍太郎
5. Serenade
作詞：小泉今日子･小竹正人／作曲：キハラ龍太郎
6. drivin' nite; goin' on (Back Seat Mix)
作詞：小泉今日子･小竹正人／作曲：キハラ龍太郎
  - Bonus Track